# Belleville-sur-Meuse
 Belleville-sur-Meuse  es una localidad y comuna  de Francia, en la región de Lorena, departamento de Mosa, en el distrito de Verdún y cantón de Charny-sur-Meuse. Es la comuna más poblada del cantón.
Está integrada en la Communauté de communes de Charny-sur-Meuse, de la que es la comuna más poblada.

## Demografía
| 3030 | 3408 | 3060 | 2729 | 3163 | 3137 |
| Para los censos de 1962 a 1999 la población legal corresponde a la población sin duplicidades (Fuente: INSEE [Consultar]) |      |      |      |      |      |

Forma parte de la aglomeración urbana de Verdún.